# Mindaugas Ežerskis
Mindaugas Ežerskis (ur. 2 sierpnia 1977) – litewski zapaśnik walczący w stylu klasycznym. Trzykrotny olimpijczyk. Ósmy w Sydney 2000; trzynasty w Atenach 2004 i siódmy w Pekinie 2008. Walczył w kategorii 96 – 97 kg.
Wicemistrz świata w 2007. Trzykrotny medalista mistrzostw Europy, srebrny w 2009 i 2012. Zdobył brązowy medal na igrzyskach bałtyckich w 1997. Trzeci na igrzyskach wojskowych w 1999 i 2007. Pięciokrotny medalista wojskowych MŚ w latach 2001 - 2008. Wicemistrz świata juniorów w 1994 i Europy w 1995 roku.